# Allium koenigianum
Allium koenigianum là một loài thực vật có hoa trong họ Amaryllidaceae. Loài này được Grossh. mô tả khoa học đầu tiên năm 1928.